# لایار
لایار (به انگلیسی: Layar) یک شرکت هلندی مستقر در آمستردام می‌باشد، که در سال ۲۰۰۹ تأسیس شد. در این شرکت یک مرورگر موبایل با نام لایر ساخته شد. این مرورگر با استفاده از تکنولوژی واقعیت افزوده به کاربران امکان یافتن اشیای گوناگون را می‌دهد.
در تاریخ ۱ سپتامبر ۲۰۱۰، انجمن دنیای اقتصاد، این شرکت را به عنوان پیشگام تکنولوژی در سال ۲۰۱۱ معرفی کرد.

## تکنولوژی
این مرورگر از دستگاه‌های زیر استفاده می‌کند:
- دوربین داخلی
- قطب‌نما
- جی‌پی‌اس
- شتاب‌سنج

برای تشخیص موقعیت و زاویه دید کاربر از این دستگاه‌ها باهم استفاده می‌شوند. از موقعیت جغرافیایی، انواع مختلفی از داده‌ها بر روی نمای دوربین قرار می‌گیرد، مانند قرار دادن یک لایهٔ اضافه.